# Alex Atapuma
Atapuma  Hurtado est un nom espagnol. Le premier nom de famille, en général paternel, est Atapuma ; le second, en général maternel, souvent omis, est Hurtado.
Pour les articles homonymes, voir Atapuma.
Alexander Yesid Atapuma Hurtado, né le 22 mai 1984 à Túquerres (département de Nariño) est un ancien coureur cycliste colombien, devenu directeur sportif. Après deux ans de suspension pour contrôle antidopage, positif à la cocaïne, il remporte le plus grand succès de sa carrière en gagnant le Tour de l'Équateur 2007. Il est le frère de Darwin Atapuma.

## Palmarès et classements mondiaux

### Palmarès
- 2005
  - 2e étape du Tour de Colombie espoirs
- 2007
  - Classement général du Tour de l'Équateur
- 2010
  - 3e du Tour de l'Équateur

### Classements mondiaux
| Année            | 2008 | 2009 | 2010 | 2011 |
| ---------------- | ---- | ---- | ---- | ---- |
| UCI America Tour | 46e  |      |      | 159e |